# 大猶太會堂 (佩塔提克瓦)

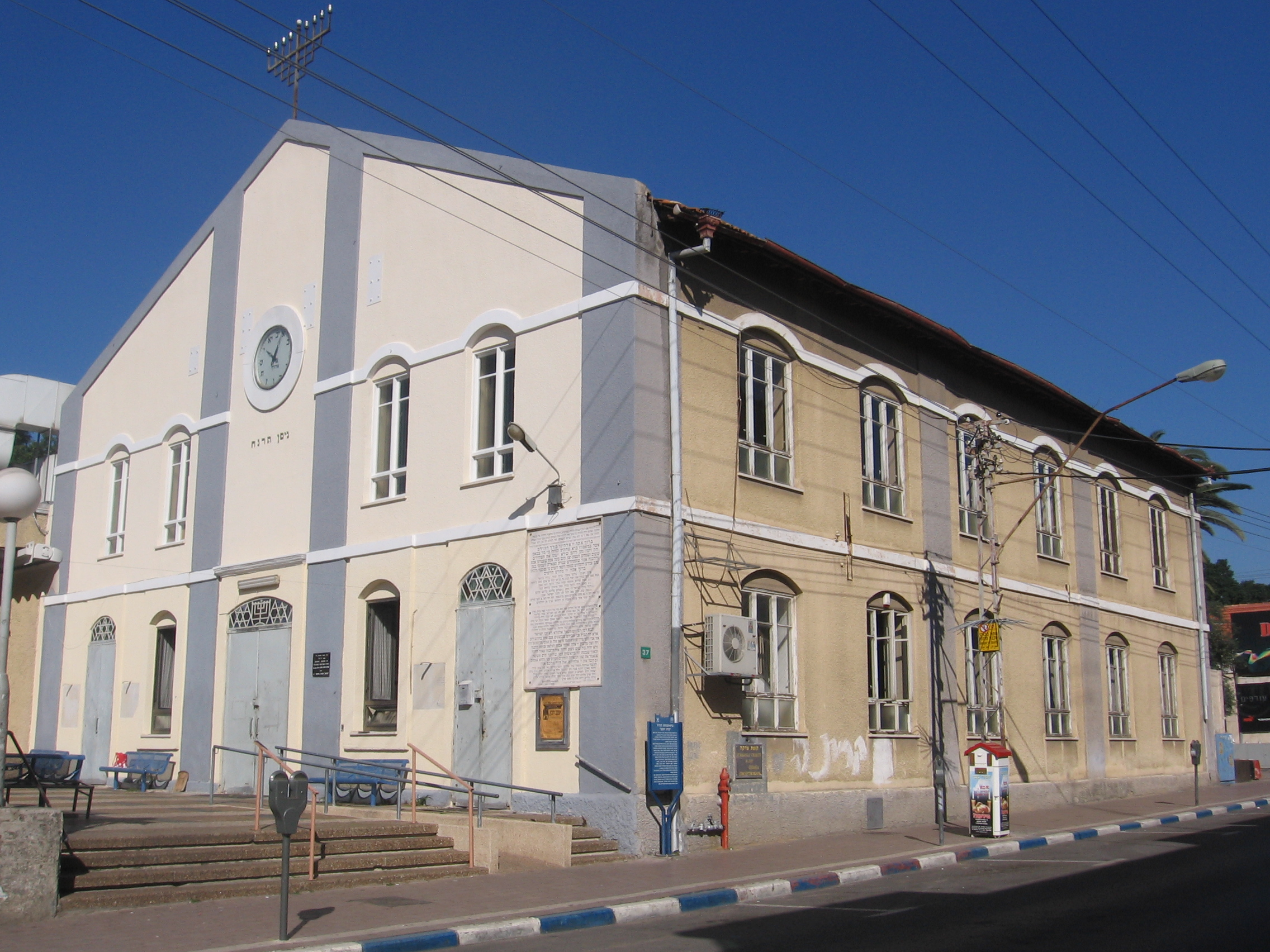
大猶太會堂

佩塔提克瓦大猶太會堂（希伯來語：‎）是以色列城市佩塔提克瓦的一座猶太會堂，位於佩塔提克瓦市中心。建築的設計者是Daniel HaCohen Lifshitz，他也是這座城市最初的定居者之一。大猶太會堂於1885年開始興建。近期大猶太會堂按其中1930年代設計進行了修復。